# Saint-Philbert-du-Peuple

Saint-Philbert-du-Peuple este o comună în departamentul Maine-et-Loire, Franța. În 2009 avea o populație de 1,302 de locuitori.